# Lazníčky
Lazníčky (in tedesco Klein Lasnik) è un comune della Repubblica Ceca facente parte del distretto di Přerov, nella regione di Olomouc.